# Vittoria Accoramboni
Vittoria Accoramboni (Gubbio, 15 de fevereiro de 1557 – Pádua, 22 de dezembro de 1585) foi uma nobre italiana, famosa por sua grande beleza e realizações e pelas circunstâncias que envolveram sua morte, uma história que mais tarde serviu de base para uma peça de teatro e um romance.

## Biografia
Vittoria nasceu em Gubbio, a décima criança de uma família pertencente à pequena nobreza de Gubbio, que migrou para Roma, com vista a melhorar sua fortuna. Depois de recusar várias propostas de casamento para Vittoria, seu pai prometeu-a a Francesco Peretti, um homem sem título de nobreza, porém, um sobrinho do cardeal Montalto, considerado como susceptível a se tornar papa.
Vittoria era admirada e venerada por todos os homens mais inteligentes e brilhantes de Roma, e como gostava de luxo e extravagância, embora fosse pobre, ela e o marido logo mergulharam em dívidas. Entre os seus mais fervorosos admiradores estava Paulo Giordano I Orsini, duque de Bracciano, um dos homens mais poderosos de Roma. O irmão de Vittoria, Marcello, desejando torná-la esposa do duque, assassinou Peretti (1581). O próprio duque era suspeito de cumplicidade, uma vez que era suspeito de ter assassinado sua primeira esposa, Isabel de Médici. Agora que Vittoria estava livre, o duque fez-lhe o pedido de casamento, o qual foi aceito de bom grado, e se casaram pouco depois.
Mas sua sorte despertou muita inveja, e foram feitas tentativas para anular o casamento; Vittoria chegou até a ser presa, e só libertada graças à intervenção do cardeal Carlos Borromeu. Com a morte do Papa Gregório XIII, o cardeal Montalto, tio do primeiro marido de Vittoria, foi eleito em seu lugar como Sisto V (1585), que jurou vingança contra o duque de Bracciano e Vittoria. Avisados a tempo, fugiram, primeiramente para Veneza e daí para Salò, no território veneziano. Em Salò, o duque morreu em novembro de 1585, deixando à viúva todos os seus bens pessoais. O ducado de Bracciano passou para seu filho com sua primeira esposa.
Vittoria, amargurada, passou a viver reclusa em Pádua, onde foi seguida por Lodovico Orsini, um parente de seu falecido marido e funcionário da República de Veneza, que queria organizar de forma amigável a divisão de seus bens. Mas após uma discussão que surgiu neste contexto, Lodovico contratou um grupo de bandidos que assassinaram Vittoria em dezembro de 1585. Ele próprio e quase todos os seus cúmplices foram posteriormente condenados à morte por ordem da República.

## Cultura popular
Sua história serviu de base para o drama de John Webster, The White Devil, ou A Tragédia de Paolo Giordano Ursini, Duque de Brachiano (1612); para o romance de Stendhal, Vittoria Accoramboni (1837-1839); para o romance de Ludwig Tieck, Vittoria Accoramboni (1840) e para o romance de Robert Merle, l'Idole (1987), publicado na versão inglesa como Vittoria.